# Triangle d'estiu
El Triangle d'estiu o Triangle estival és un asterisme que es pot veure a l'hemisferi nord celeste les nits d'estiu. Consisteix en un triangle aproximadament isòsceles que apunta els costats llargs cap al sud i que està format pels estels α de l'Àguila, de Cigne i de Lira; és a dir, Altair (el vèrtex del sud), Deneb (de l'est) i Vega (de l'oest).
El gran astrònom alemany Johann Elert Bode, en un planisferi d'un llibre del 1816, ja uní amb tres ratlles aquests tres estels. Fou, però, l'astrònom austríac Joseph Johann von Littrow qui primer esmentà aquest asterisme anomenant-lo "conspicuous triangle" en el text del seu atles (1866). Més endavant, l'astrònom també austríac Oswald Thomas l'anomenà "Grosses Dreieck" ('el Gran Triangle'), cap al 1920, i "Sommerliches Dreieck" ('el Triangle estival') el 1934.
El Triangle d'estiu es troba enmig del firmament a les latituds mitjanes de l'hemisferi nord durant els mesos d'estiu, però també es pot veure durant la primavera molt de matí. A la tardor és visible a l'horabaixa fins al novembre. Des de l'hemisferi sud, apareix durant els mesos de l'hivern de cap per avall (amb relació a com es veu des d'hemisferi nord) i baix en el cel.

## Les estrelles del Triangle d'estiu
| Nom    | Constel·lació | Magnitud aparent | Lluminositat (× solar) | Tipus espectral | Distància (anys llum) | Radi (radi solar) |
| ------ | ------------- | ---------------- | ---------------------- | --------------- | --------------------- | ----------------- |
| Altair | Aquila        | 0,77             | 10                     | A7              | 16,6                  | 1,63 a 2,03       |
| Deneb  | Cygnus        | 1,25             | 200.000                | A2              | 3.550                 | 203 ±17           |
| Vega   | Lyra          | 0,03             | 52                     | A0              | 25                    | 2,36 a 2,82       |